# Zasadźca

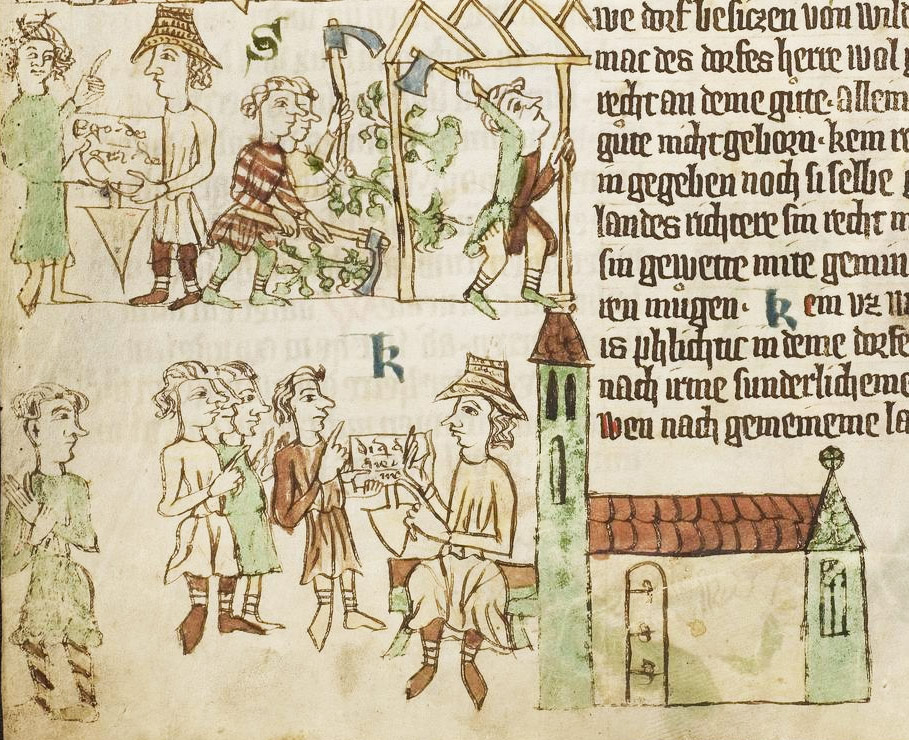
Scena założenia wsi na podstawie Zwierciadła saskiego (lokatora/zasadźcę przedstawia postać mężczyzny z czapką na głowie), rok 1300

Zasadźca, lokator (łac. locator, 1180 Schultetus, 1249 Sculte) – w średniowiecznej Polsce (XII i XIII wiek) osoba, która w imieniu właściciela ziemi i na podstawie uzyskanego od niego przywileju lokacyjnego na prawie niemieckim zajmowała się organizacją prac mierniczych w obrębie zakładanej lub relokowanej wsi lub miasta, tworzeniem miejsc do prowadzenia handlu (jatek i kramów), oraz sprowadzaniem potrzebnych fachowców de diversis climatibus i osiedlaniem ich na terenie objętym lokacją. Dla wsi najważniejsi byli młynarz, kowal, specjalista od osuszania gruntów, dla miast rzemieślnicy różnych specjalności i kupcy.
Zasadźca zwykle zostawał sołtysem lub wójtem – pośrednikiem między panem feudalnym (właścicielem gruntu) a osadnikami. Najczęściej był to człowiek z pewnym doświadczeniem kupieckim, koneksjami lub zasługami na dworze właściciela ziemi. Lokatorzy (zasadźcy) na ogół wywodzili się spośród średniego i niższego rycerstwa oraz patrycjatu miejskiego, w późniejszym okresie mogli nimi być też bogaci chłopi, np. dzieci sołtysów, młynarzy.

## Obowiązki zasadźcy
Pilnował porządku i przestrzegania treści przywileju, na czas wojny musiał się z samopałem lub kuszą stawić, i co szóstego kmiecia ze wsi przywieść z widłami, cepem bojowym albo pawężą, bywało, że wymagano, aby sołtys stawiał się konno z uzbrojeniem rycerskim.
Zasadźcy zajmowali się zagospodarowaniem nieużytków – terenów zalesionych lub podmokłych, a także przenoszeniem już istniejących miejscowości założonych na lokalnym prawie polskim na prawo magdeburskie. Osady wtórnie lokowane, często powstawały w pobliżu, na nowym, bardziej dogodnym miejscu. Budowano je według planu, w zwartym i regularnym układzie.
Niekiedy prawo lokowania, osiedlania się zwłaszcza przy lokacjach na terenach już zagospodarowanych, należało sobie kupić, rekompensując właścicielowi ziemi straty z tytułu wolnizny. Wtedy nowo osadzani, za prawo osiedlenia się na terenie lokacji, musieli wpłacić zasadźcy wpisowe, rekompensujące jego wkład.
Zasadźctwem niektórzy trudnili się niemal zawodowo, stąd mogli mieć duże doświadczenie w zakresie zakładania nowych wsi lub miast. Biedniejsi posiadacze lokowaniem zajmowali się sami, bogatsi zlecali to innym. Jan Zamoyski uzyskawszy akt lokacji Zamościa przygotowanie planów, pomiary i niektóre budowy zlecił B. Morando.

## Przywileje zasadźcy
Zazwyczaj zasadźca zostawał sołtysem wsi lub dziedzicznym wójtem lokowanego miasta. Dziedziczność tych stanowisk stopniowo była likwidowana, w miastach wprowadzono obieralne samorządy, a na wsiach, po wykupieniu, pan nasadzał swojego zaufanego człowieka. W 1311 r. w Krakowie, po buncie wójta Alberta, Władysław Łokietek po raz pierwszy w Polsce zlikwidował stanowisko dziedzicznego sołtysa, przejął jego dochody i ustanowił sołtysa mianowanego. Przewiny sołtysa mógł sądzić sąd leński złożony z pana i kilku okolicznych sołtysów.
Sołtys po okresie wolnizny, zgodnie z ustaleniami zawartymi w dokumencie lokacyjnym, zajmował się ściąganiem należnych panu z tytułu gospodarowania na jego ziemi podatków (w naturze lub pieniądzu). Wraz z kilkoma mieszkańcami wsi w charakterze ławników posiadał też lokalny przywilej sądowniczy. Zwykle miał prawo zatrzymać ⅙ czynszu i ⅓ kar sądowych. O ile zwykłej rodzinie chłopskiej przydzielano zwykle jeden łan ziemi, zasadźcy sołtysowi należały się dwa. Jako pierwszy mieszkaniec mógł wybrać sobie najlepsze kawałki ziemi pod względem urodzajności lub możliwości przyszłego wykorzystania, np. przy rzece, gdzie łatwo można było zbudować młyn, lub przy drodze, gdzie można było zbudować karczmę. Były to inwestycje kosztowne, ale bardzo dochodowe. Bogacąc się, mógł kupować ziemię i kolejne przywileje dla swoich dzieci. Jeśli brakło mu pieniędzy, mógł sprzedać lub wydzierżawić prawo do budowy młyna czy karczmy. Również przysługującą mu ziemię mógł dzierżawić, a nawet odsprzedać sam przywilej sołtysowania. Mając wolny czas i pieniądze, mógł zajmować się inną lokacją. W dokumentach lokacyjnych różnych miejscowości często spotyka się te same nazwiska zasadźców.